# Slowakische Unihockeynationalmannschaft

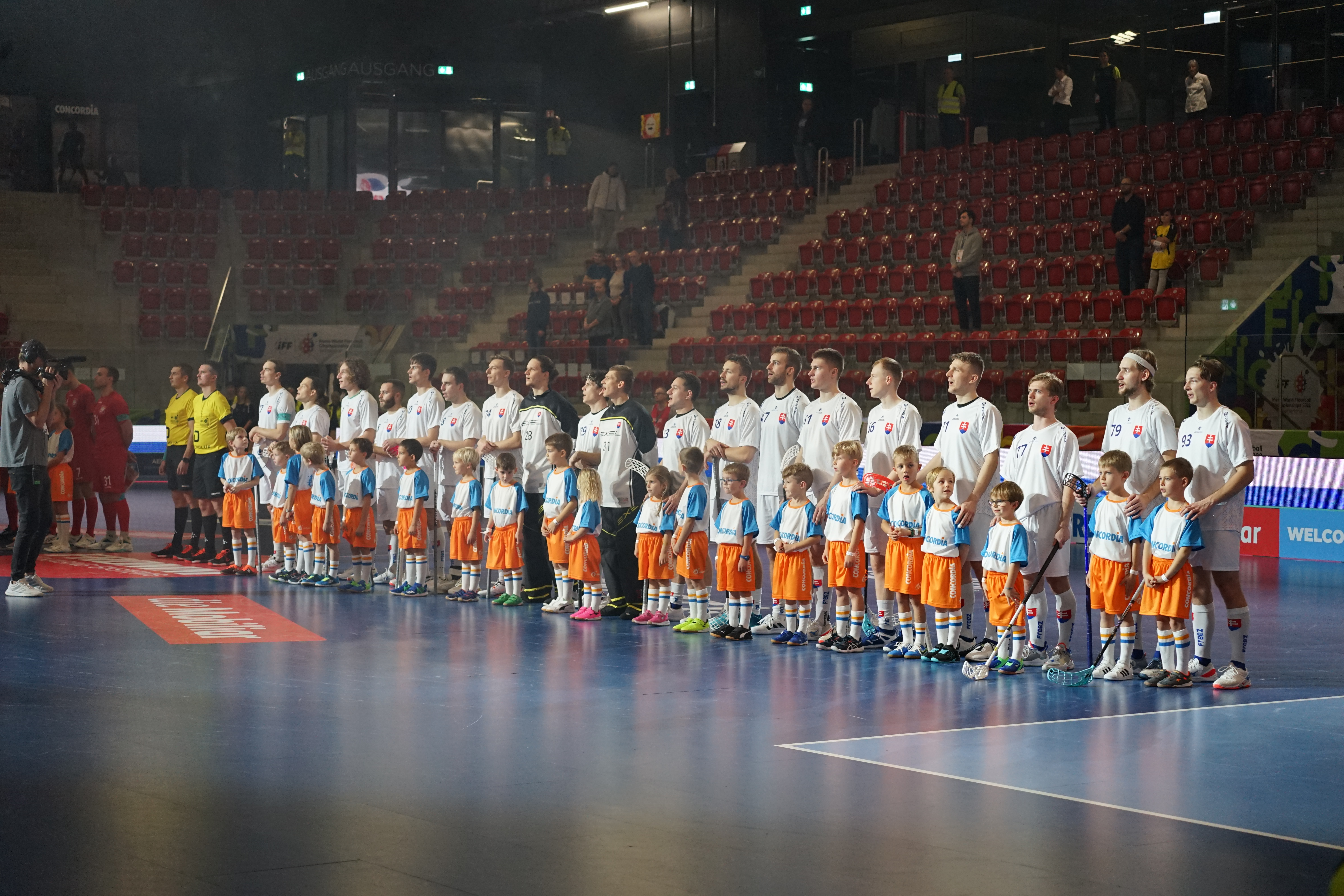
Die Nationalmannschaft an der WM 2022 in Winterthur

Die slowakische Unihockeynationalmannschaft repräsentiert die Slowakei bei Länderspielen und internationalen Turnieren in der Sportart Unihockey (auch bekannt als Floorball).
Der nationale Unihockeyverband der Slowakei (Slovensky Zväz Florbalu) wurde 1998 gegründet und im selben Jahr in die International Floorball Federation (IFF) aufgenommen. Gegenwärtig (Stand 2011) spielen in der Slowakei 1980 Herren Unihockey in einem der 52 Vereine.
Die Nationalmannschaft nahm 2004 in der Schweiz erstmals bei einer Weltmeisterschaft teil und belegte dabei den 23. Platz. Ihr bestes Resultat erlangte sie 2024 im schwedischen Malmö mit dem sechsten Platz.

## Platzierungen

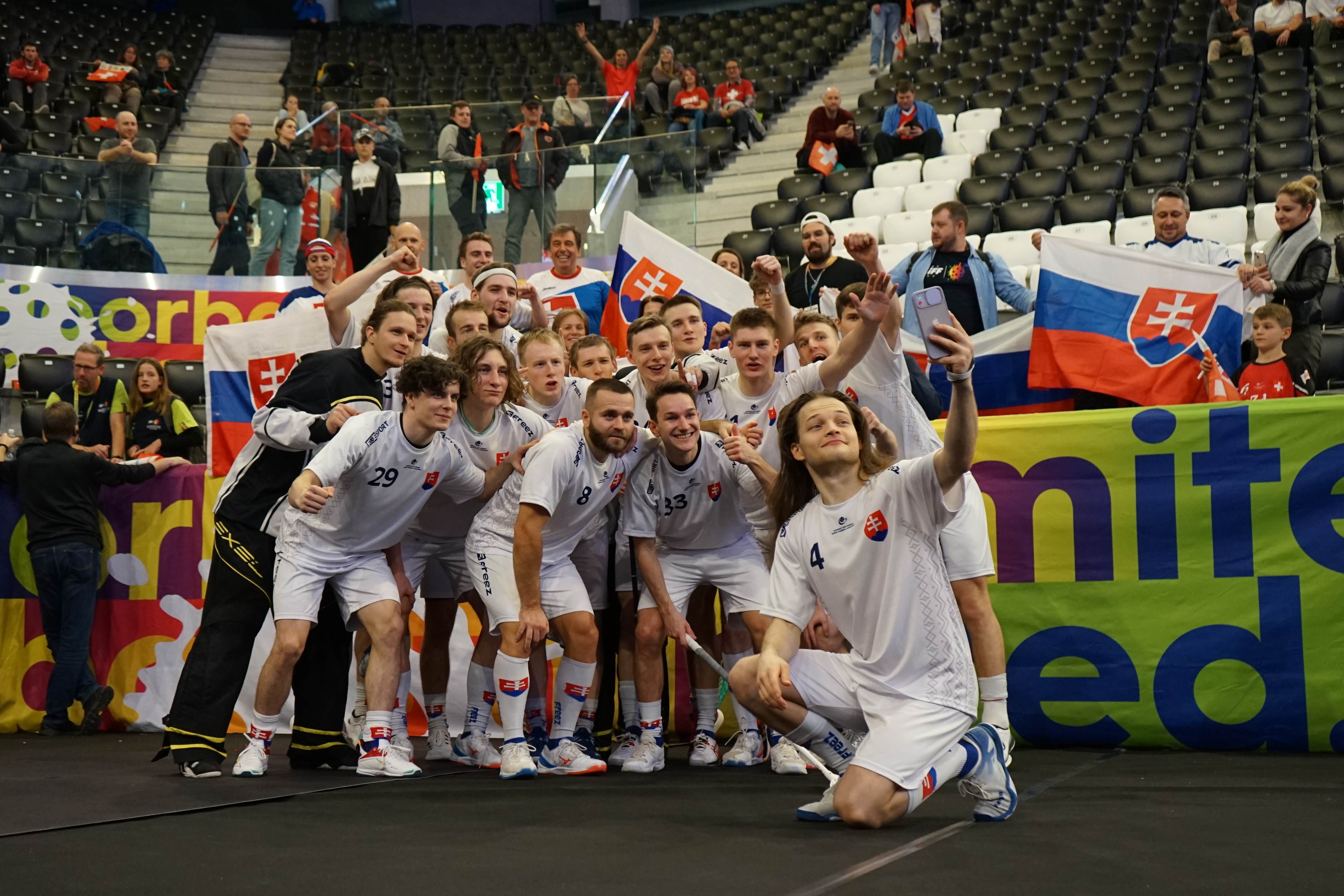
Das Team feiert einen Sieg an der WM 2022

### Weltmeisterschaften
| WM   | Austragungsort(e)                              | Platz     |
| ---- | ---------------------------------------------- | --------- |
| 2004 | Zürich, Kloten                                 | 23. Platz |
| 2006 | Helsingborg, Malmö, Botkyrka, Solna, Stockholm | 23. Platz |
| 2008 | Ostrava, Prag                                  | 21. Platz |
| 2010 | Helsinki, Vantaa                               | 17. Platz |
| 2012 | Zürich, Bern                                   | 08. Platz |
| 2014 | Göteborg                                       | 10. Platz |
| 2016 | Riga                                           | 09. Platz |
| 2018 | Prag                                           | 09. Platz |
| 2021 | Helsinki                                       | 07. Platz |
| 2022 | Zürich, Winterthur                             | 07. Platz |
| 2024 | Malmö                                          | 06. Platz |